# 489 a.C.

## Eventos
- Caio Júlio Julo e Públio Pinário Mamercino Rufo, cônsules romanos.
- Os gregos de Erétria, escravizados no ano anterior,[1] são levados ao rei persa Dario I, que os estabelece em Anderica, localizada a duzentos e dez estádios[Nota 1] de Susa.[2] Anderica também ficava a quarenta estádios [Nota 2] de um poço que produzia três produtos: asfalto, sal e um líquido negro de cheiro ruim, chamado pelos persas de rhadinake.[2] De acordo com George Carless Swayne, Heródoto descreveu um poço produtor de petróleo.[3]